# Фоньо, Александр Васильевич
Александр (Шандор) Васильевич Фоньо (1901—1941) — советский литератор еврейско-венгерского происхождения, редактор издательства «Советский писатель».

## Биография
Родился в венгерском городе Душноке в 1901 году. В 1919 году участвовал в венгерской революции, результатом которой стало провозглашение Венгерской Советской Республики, просуществовавшей четыре месяца. В 1924 году переехал в СССР, где сначала работал переплетчиком в 1-й Образцовой Типографии, потом в Госиздате, затем — заместителем и директором Научно-исследовательского института полиграфии ОГИЗа. Окончил Юридический факультет МГУ. С 1934 года занимал должность редактора издательства «Советский писатель». Тогда же писал статьи о венгерской литературе (рецензии на романы Белы Иллеша, Шандора Гергея), критические заметки о советских писателях для журналов «Литературная учеба», «Новый мир», «Литературное обозрение». Был женат, имел брата, тоже жившего в СССР. Вступил в Народное Ополчение в 1941 году, был участником «Писательской роты». Погиб под Вязьмой в ноябре 1941.

## Избранные работы
- Фоньо. А.: Поэт революции. — «Литературная учеба», 1935, № 10, стр. 115—129. /Об А. Петефи./
- Фоньо. А.: Драматургия юбилейного года. — «Знамя», 1937, № 12, стр. 223—241.